# Macrosenta caudatissima
Macrosenta caudatissima är en fjärilsart som beskrevs av Embrik Strand 1912. Macrosenta caudatissima ingår i släktet Macrosenta och familjen tandspinnare. Inga underarter finns listade i Catalogue of Life.